# 张书国
张书国（1960年8月—），吉林九台人，中国人民解放军中将。

## 生平
中国共产党党员。中共中央党校社会科学专业毕业。曾任第一一五机械化师政委、陆军第三十九集团军政治部主任等职。2009年任陆军第三十九集团军副政治委员，2010年任陆军第三十九集团军政治委员，2014年任成都军区副政委兼纪委书记，2015年7月任北京军区政治部主任。2015年12月31日，进入新成立的中国人民解放军陆军首任领导班子，出任政治工作部主任。2017年1月，任中央军委后勤保障部政委。张书国最后一次公开露面是2018年8月的中央军委党的建设会议。
2008年，授中国人民解放军少将军衔。2016年7月，授中国人民解放军中将军衔。
2013年，当选第十二届全国人民代表大会解放军代表。2017年中共十九大前夕，在军队十九大代表选举中，张书国原本已经当选，随后被发现“存在不适宜作为代表的问题”，经中央批准，不再作为十九大代表。但在2019年9月原总后勤部政委孙大发逝世后，张书国又出现在悼念名单中。